# Katja Loher
Katja Loher, née à Zurich en 1979, est une artiste visuelle suisse reconnue pour ses sculptures vidéo et installations qui intègre fréquemment des éléments chorégraphiés en mouvement, organiques et planétaires dans des champs aériens panoramiques et projeté dans le cadre d’expositions,. Selon les critiques, ses pièces sont évocatrices de dimensions alternatives où convergent passé, présent et futur,. Loher expose dans des musées en Italie, Russie, Chine,, et aux États-Unis,,,. Son travail fait aussi partie de collections permanentes dans des instituts tel que Swissgrid, le Perth Concert Hall Museum (Écosse), et le New Britain Museum of American Art.

## Éducation
Loher obtient un diplôme en Art de la Haute École d'art et de design Genève (2000-2001), puis son Bachelor en Art au Hochschule für Gestaltung und Kunst à Bâle (2001–2004). 

## Carrière
Loher participe à la First Moscow Biennale of Contemporary (2005), un an après la fin de ses études. Elle fait sa première à New York en 2013 avec une exposition individuelle à la galerie C24, suivi par des expositions individuelles en 2014, 2016 et 2018 dans les mêmes lieux. Le travail de Loher fut présenté en plusieurs expositions individuelles à la Anya Tish Gallery, Houston, TX entre 2013 et 2020, et à la Galerie Andres Thalmann de Zurich entre 2013 et 2018.
Entre autres prix, Katja Loher a reçu en 2004 avec son diplôme le CreaTVty Award for new media de la part de la TV Productioncenter Zürich ; En 2008, elle a obtenu une résidence d’artiste de six mois à Berlin de la part du Département de la Culture de sa ville natale, Schaffhausen, et en 2010 elle a reçu pour la deuxième fois le Art Credit Award de la ville de Bâle.
Des critiques sur les œuvres de Loher ont été publiées dans des sources connues telles que Vice et El Diario (New York),.

## Travaux

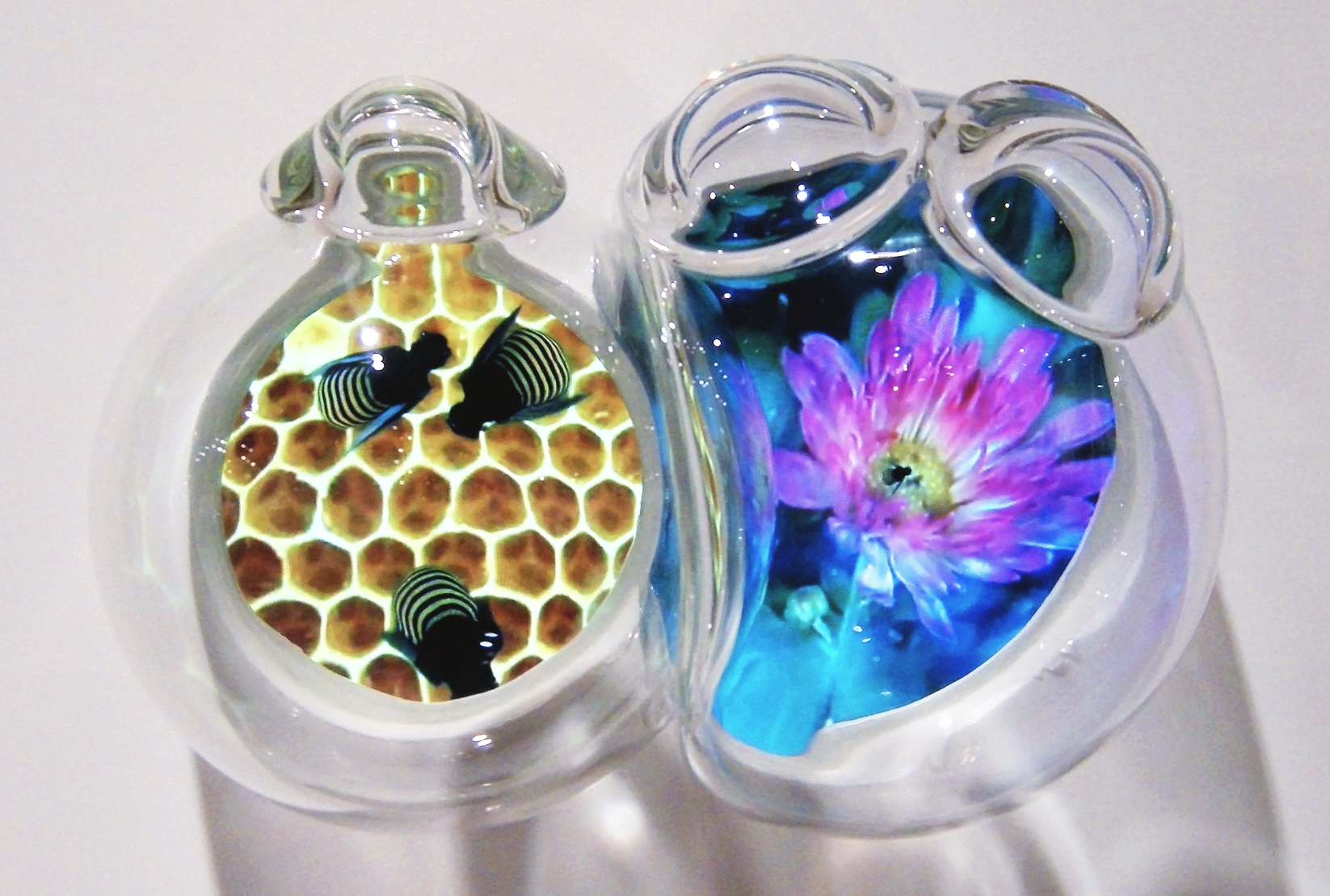
Beebubble, glass artwork by Katja Loher

Les installations de Katja Loher utilisent souvent une panoplie d’objets flottants, en forme de bulles en verre, comme écrans sur lesquels sont projetées des séquences audiovisuelles successives. Ces séquences montrent diverses chorégraphies filmées d’au-dessus, des ornements mobiles, et des textes poétiques contenant des questions existentielles,.

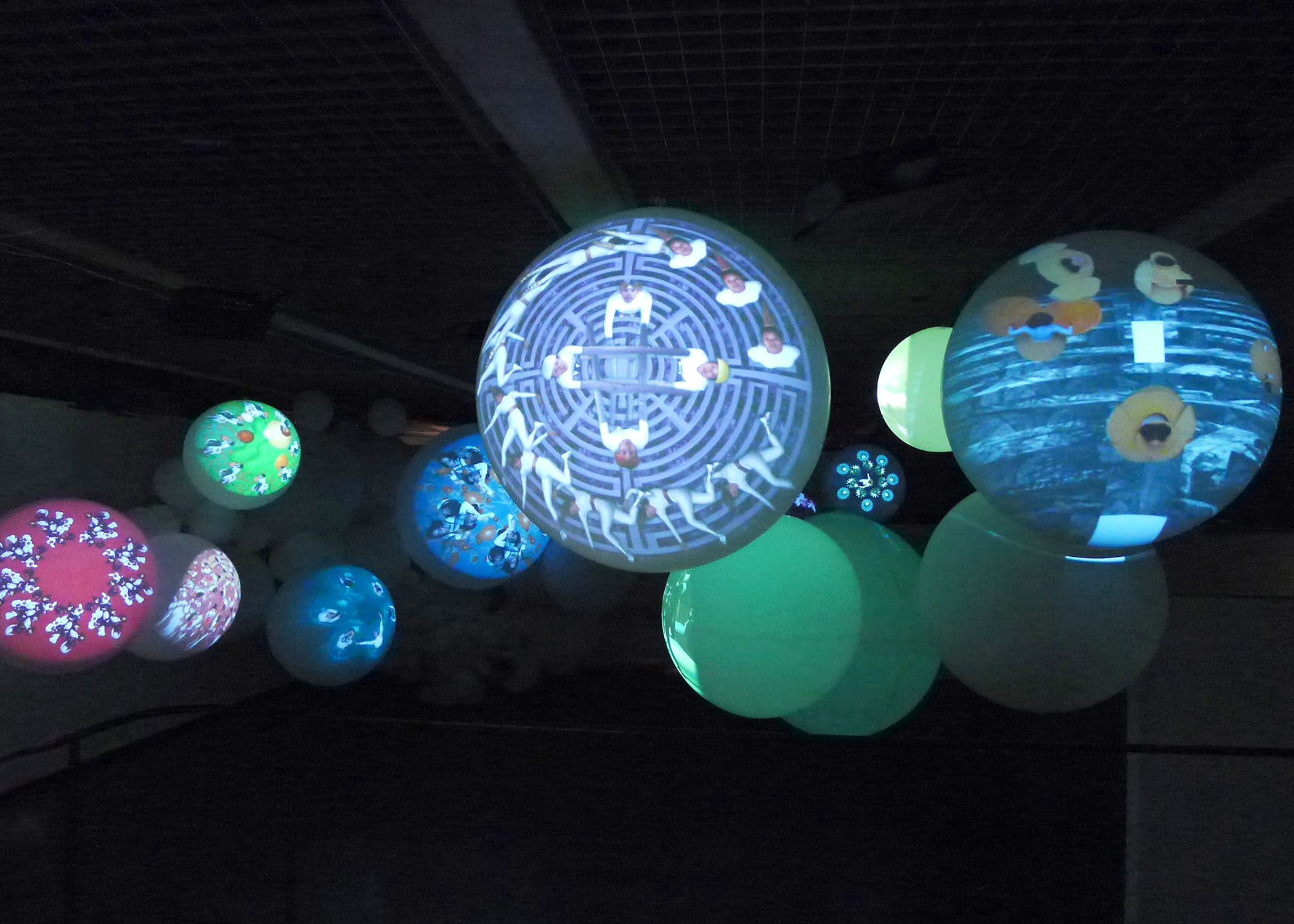
Videoplanets by Kaja Loher

Parmi ce type d’installations on peut citer les œuvres Bubbles (2010), Bang Bang (2014), Videoplanet-Orchestra (2014), Vuela Vuela (2016), and What happens to the swallows that are late for spring? (2020). Son œuvre Where Does The Rainbow End? est installée de manière permanente depuis 2018 au siège de Swissgrid à Aarau. C’est une ligne vidéo en sept sections sur laquelle des images de personnages-fourmis se déplacent au fil des éléments de la nature (eau, terre, air, feu) et continuent jusqu’aux « rêves », invitant le spectateur à des réflexions philosophiques qui contrastent avec un environnement de travail techniquement complexe.